# 李晓华 (1951年)
李晓华（1951年1月18日—），男，北京人，中国大陆企业家，80年代首位中国亿万富翁，中国慈善总会名誉会长，现任华达国际控股集团董事局主席。

## 生平
1968年下放到黑龙江生产建设兵团。1976年回北京当锅炉工人。
80年代初在北戴河卖饮料、开录像厅开始发迹。1985年到日本通过代理章光101毛发再生精获得巨额财富。1988年在香港创立华达国际投资集团公司任董事局主席。
1994和1995年，被授予“全国百名优秀企业家”和“中国十佳优秀民营企业家”称号。1998年当选为全国政协委员。

## 家庭
李晓华和李晓林是兄弟。
女儿李响。

## 财富排名
福布斯中国富豪榜中1998年和1999年第2名，2000年第11名，2001年第16名。胡润百富榜中，1999年第4位，2003年第23位，2007年第328位。

## 影响
1996年3月1日，由中国科学院紫金山天文台发现并提名，国际小行星中心和国际小行星命名委员会审议通过，“鉴于李晓华为世界慈善事业作出的巨大贡献”，将一颗国际永久编号为3556号，将国际编号3556号小行星命名为“李晓华星”。
1992年李晓华成为中国第一个拥有法拉利轿车的人，车牌号是京A00001，他和那辆红色法拉利出现在天安门广场的照片曾经被悬挂在法国巴黎机场和里昂广场，照片下面写着“一个来自红色资本主义的挑战者”。
2007年日本NHK纪录片《激流中国·富人与农民工》中，李晓华作为主角之一，片中有他的生日宴会（出席者有全国政协副主席周铁农等）、价值数百万元的新轿车和数千万元的豪华别墅、操纵股市获利等情节。李晓华再一次引起世人关注。